# لارین ویلیامز
لارین ویلیامز (انگلیسی: Lauryn Williams؛ زادهٔ ۱۱ سپتامبر ۱۹۸۳) یک ورزشکار اهل ایالات متحده آمریکا است.
وی در بازی‌های المپیک ۲ مدال و در مسابقات جهانی ۶ مدال کسب کرده‌است.